# Celebración deportiva

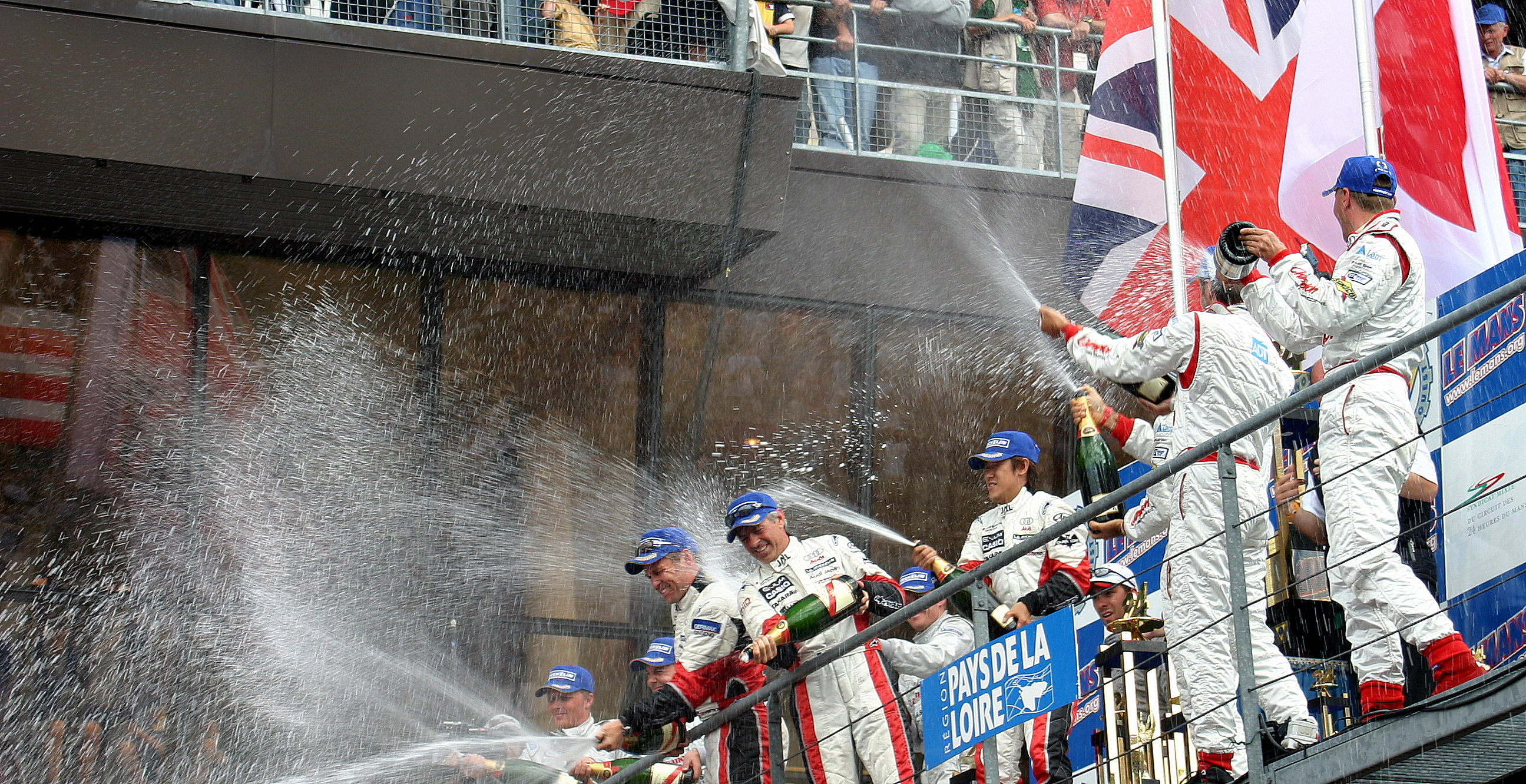
El equipo Bentley celebra la victoria en el 24 Horas de Le Mans de 2004.

El término celebración deportiva designa la acción de festejar una victoria o triunfo cosechado por un deportista, atleta, competidor o equipo en una competencia, en un partido, carrera o evento deportivo específico. Las celebraciones son más comunes en deportes donde los puntos o goles son escasos y tienen mayor importancia, como el balonmano, el fútbol o el hockey sobre hielo. En los deportes de equipo la celebración es realizada normalmente por el autor del punto o gol, aunque también pueden participar sus compañeros, el entrenador, el cuerpo técnico o incluso la hinchada del equipo. En los deportes individuales, las celebraciones tienden a realizarse en lo alto del podio, donde los deportistas reciben las medallas correspondientes y obsequios tales como ramo de flores o corona de laureles. Además, en ciertas disciplinas como el automovilismo, el ciclismo o el motociclismo, se emplea el champán para bañar con espuma a los vencedores del campeonato. Otro tipo de celebraciones deportivas similares son el "baño de Gatorade" (en inglés: Gatorade shower) o el manteo. Algunas celebraciones terminan siendo la seña de identidad de ciertos deportistas, como la pose de Usain Bolt apuntando con el dedo índice al cielo o el tenista Rafael Nadal mordiendo el trofeo al proclamarse campeón, aunque otras trascienden fuera del ámbito deportivo y terminan siendo recordadas por la polémica desatada o incluso por haber comportado sanciones al deportista.

## Galería

Ejemplos de celebraciones
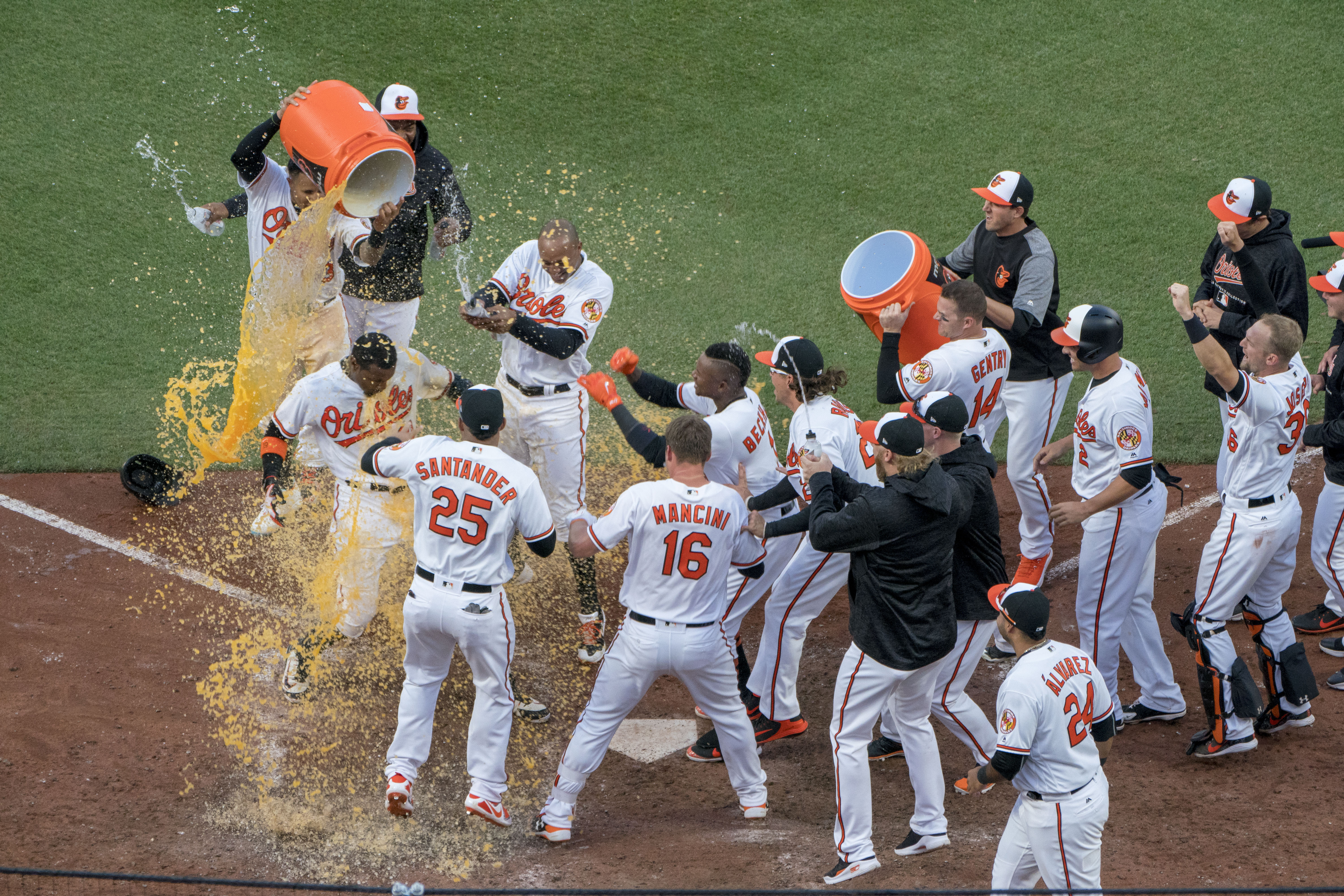
El equipo de béisbol de los Baltimore Orioles celebra un home run contra los Minnesota Twins con una "ducha de Gatorade".
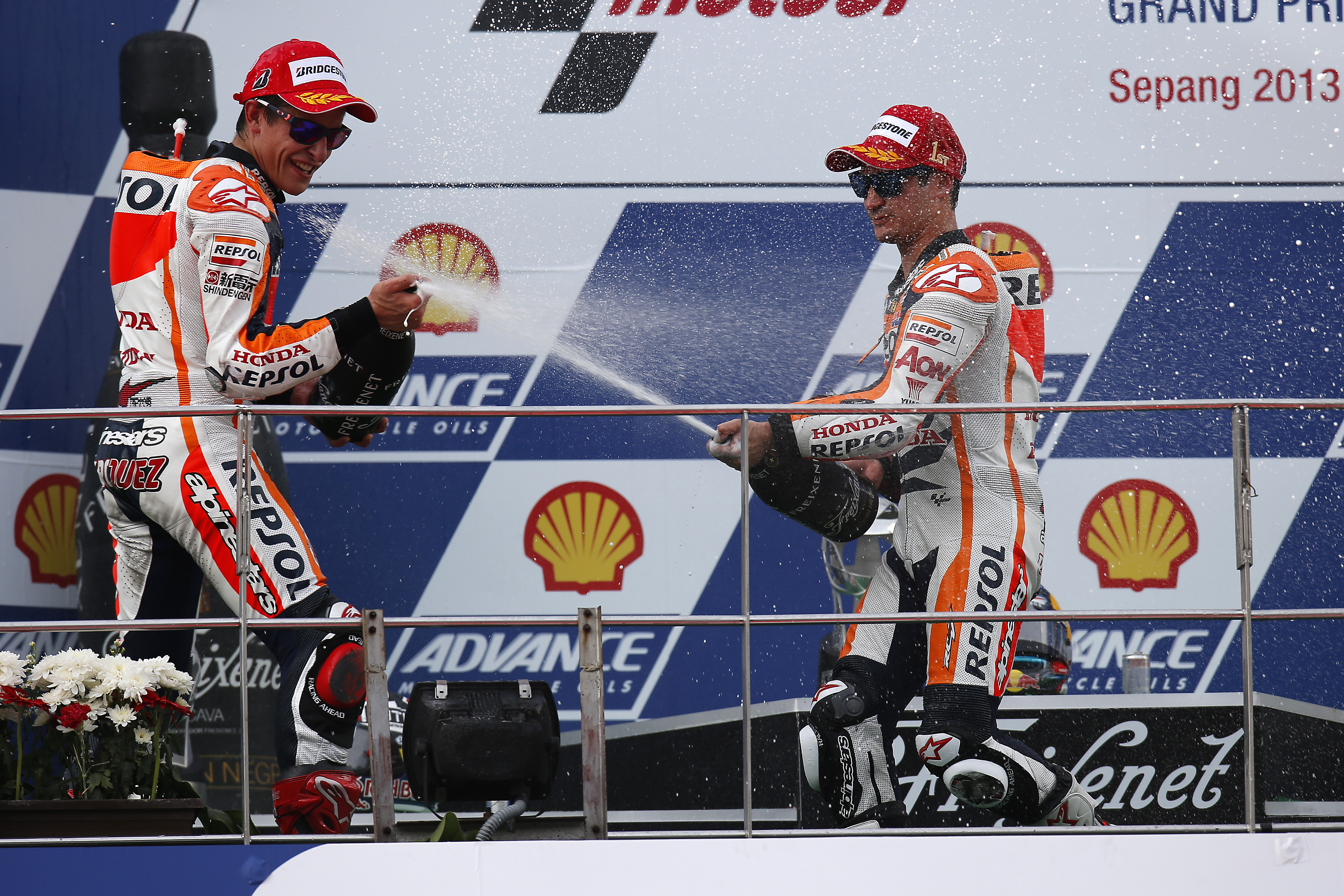
Marc Márquez y Dani Pedrosa celebran con champán la victoria en el Gran Premio de Malasia de Motociclismo de 2013.
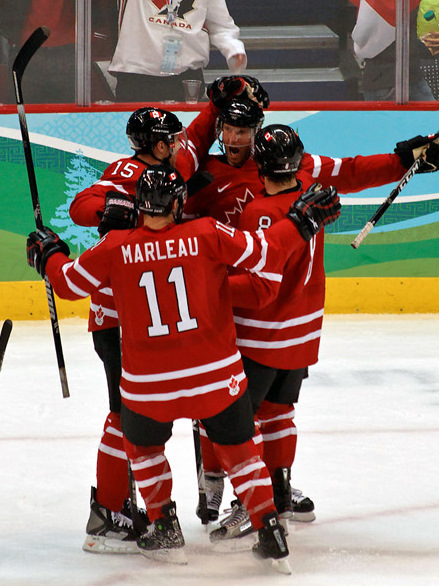
Varios jugadores de la selección canadiense de hockey sobre hielo celebran un gol dándose un abrazo.
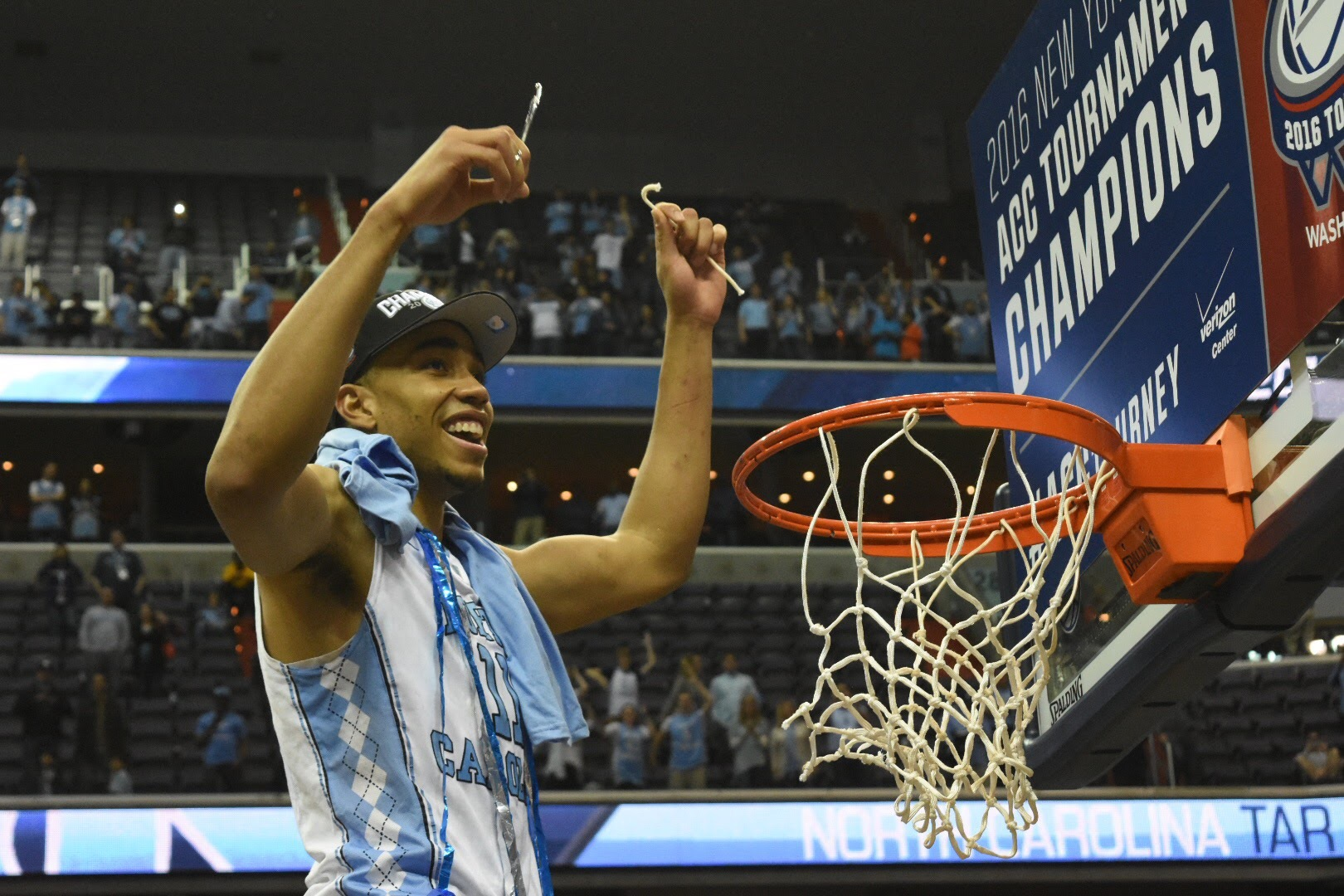
El jugador de baloncesto Brice Johnson corta las redes de la canasta tras ganar el ACC Tournament Championship.
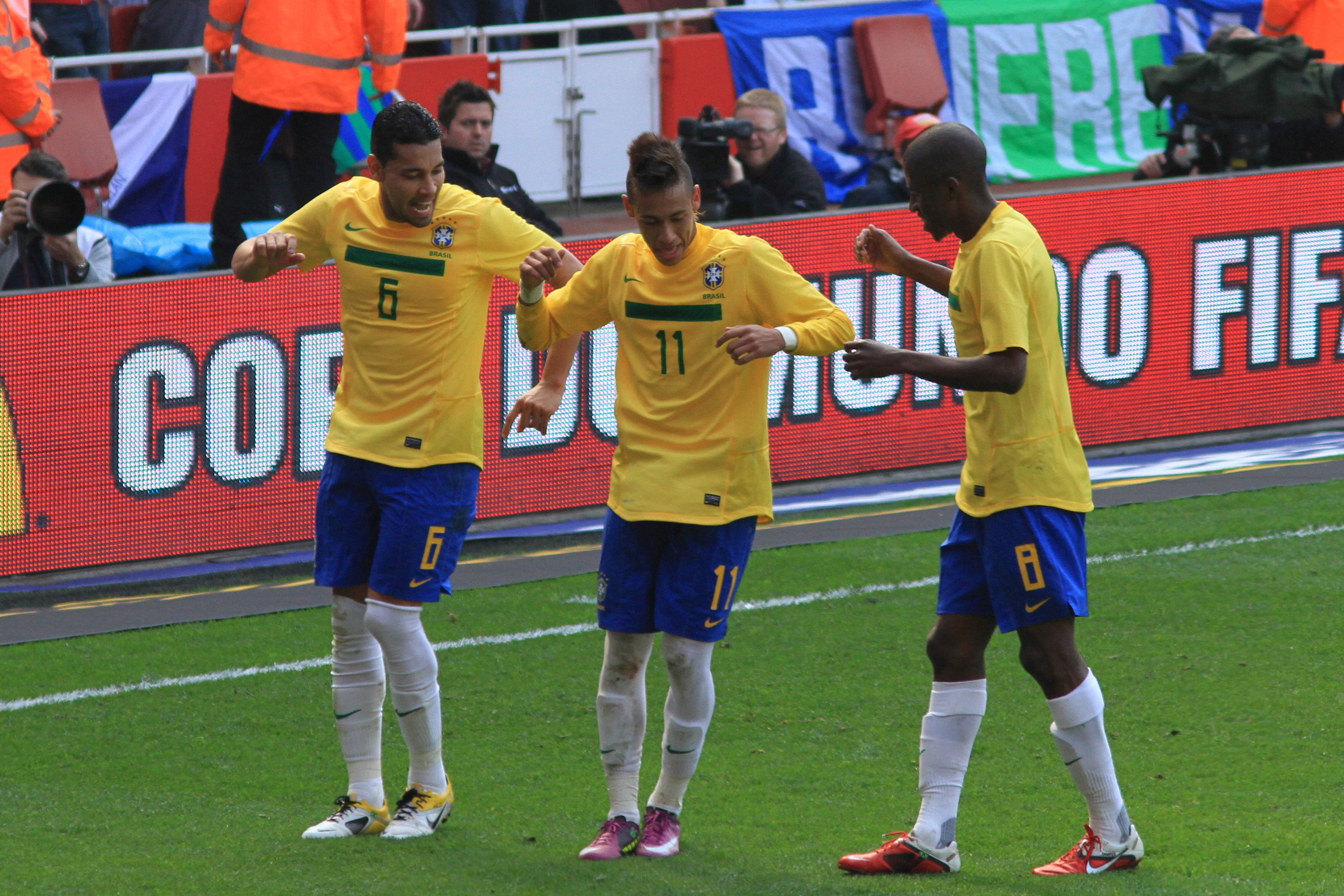
Los futbolistas André Santos, Neymar y Ramires celebran con un baile un gol con la selección brasileña en 2011.
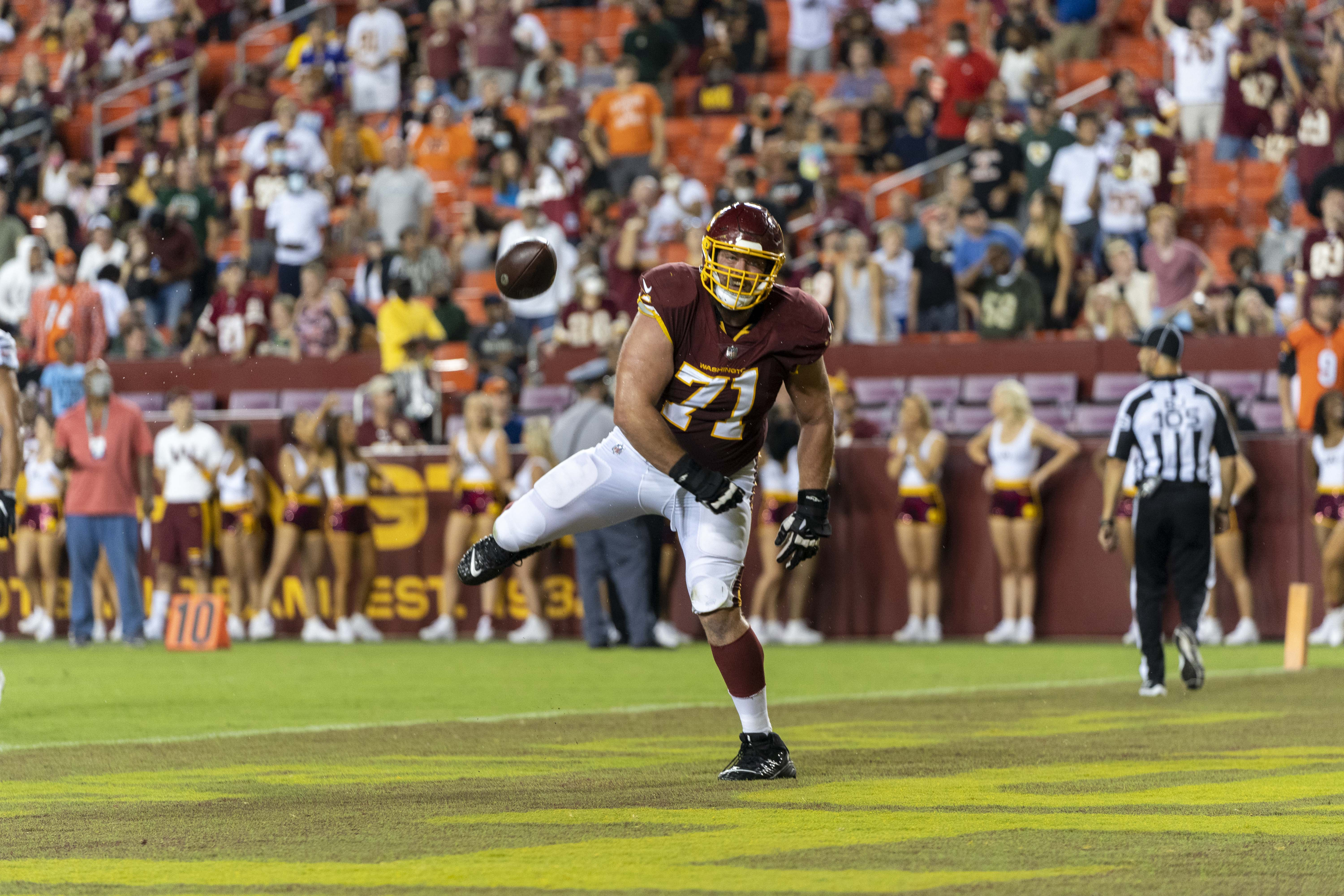
El jugador de fútbol americano Wes Schweitzer celebra un touchdown arrojando el balón al suelo.
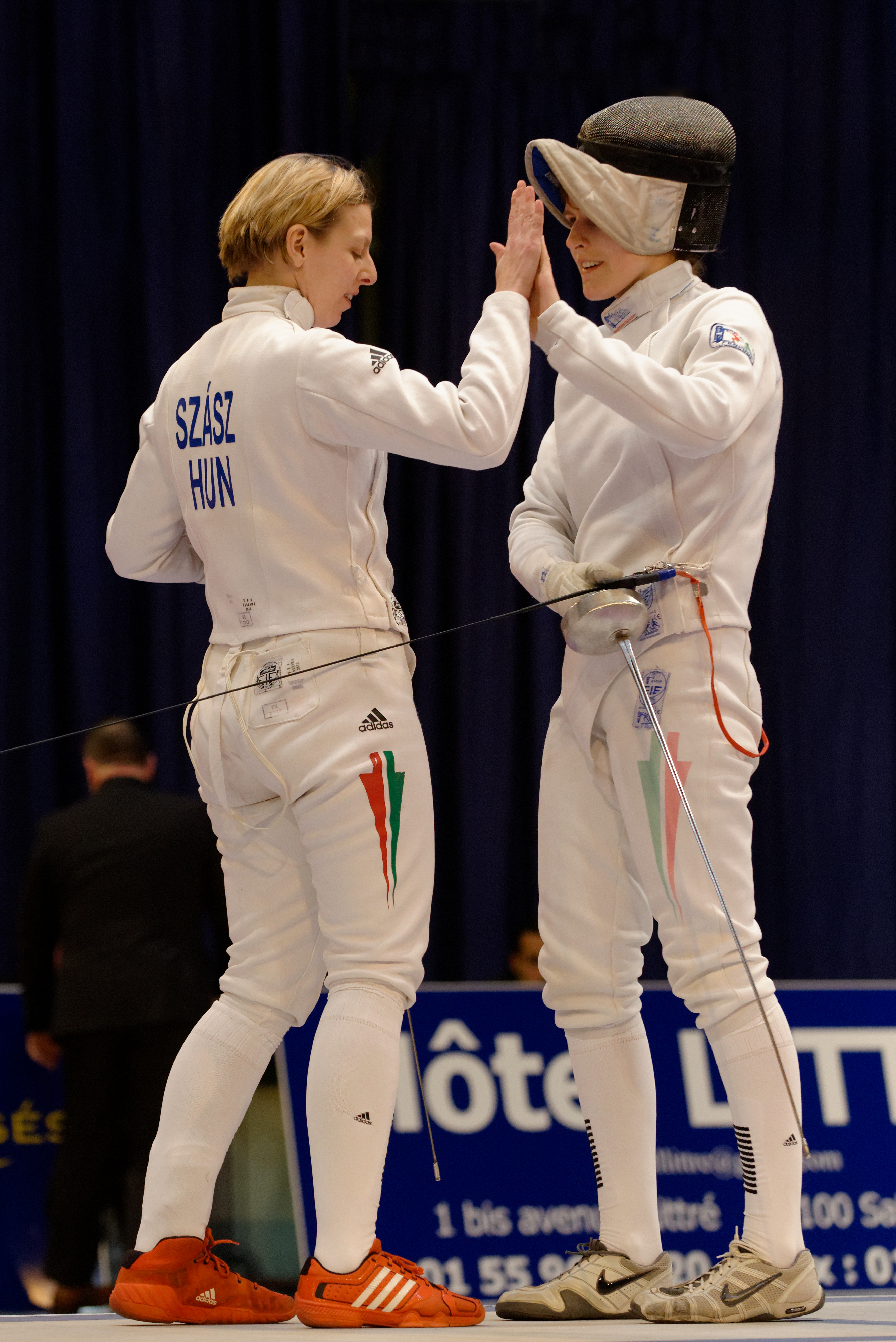
Las esgrimistas Emese Szász y Dorina Budai chocan los cinco en la final de la Challenge International de Saint-Maur 2013.
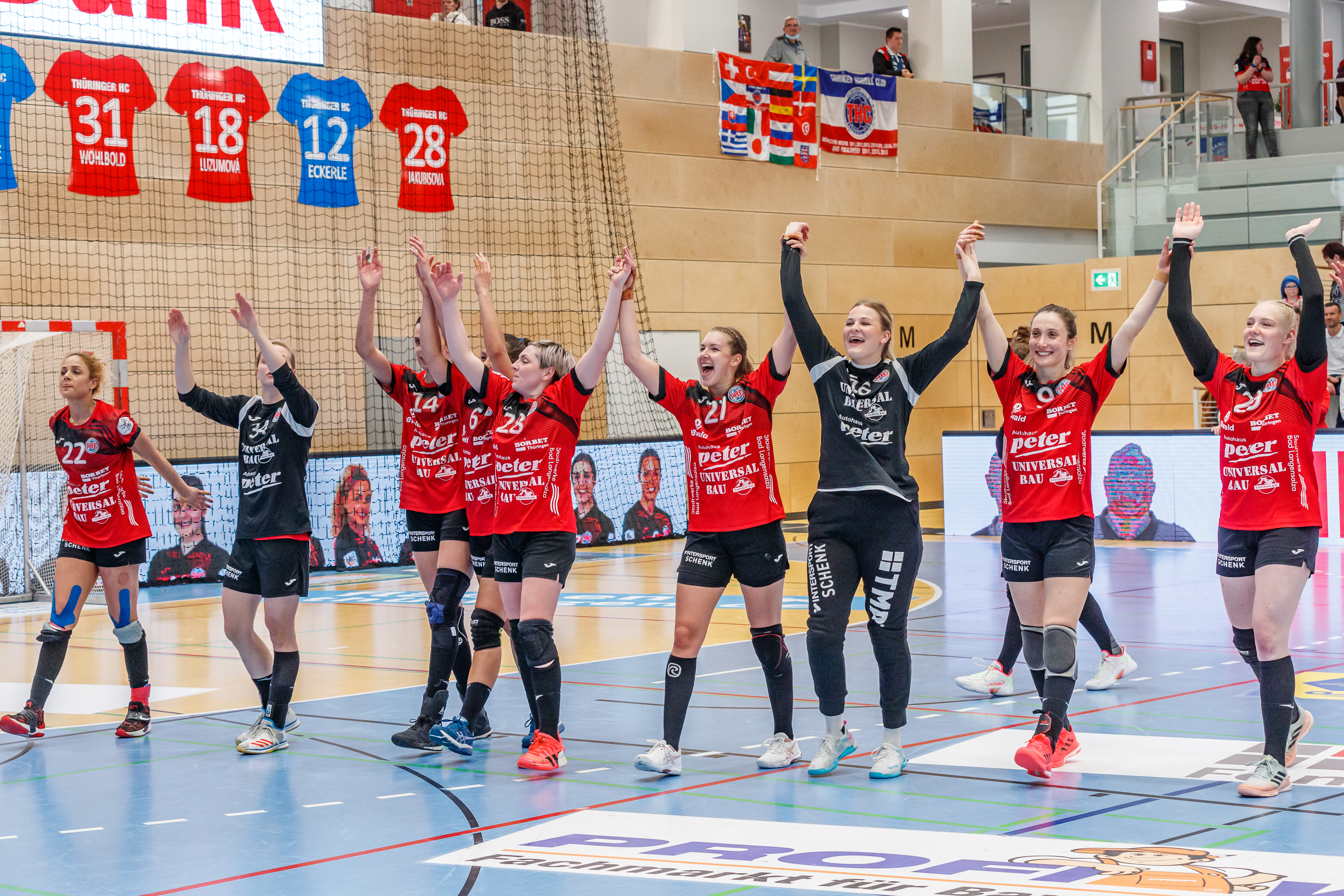
Las jugadoras de balonmano del Thüringer HC de la Bundesliga celebran con los aficionados la victoria.
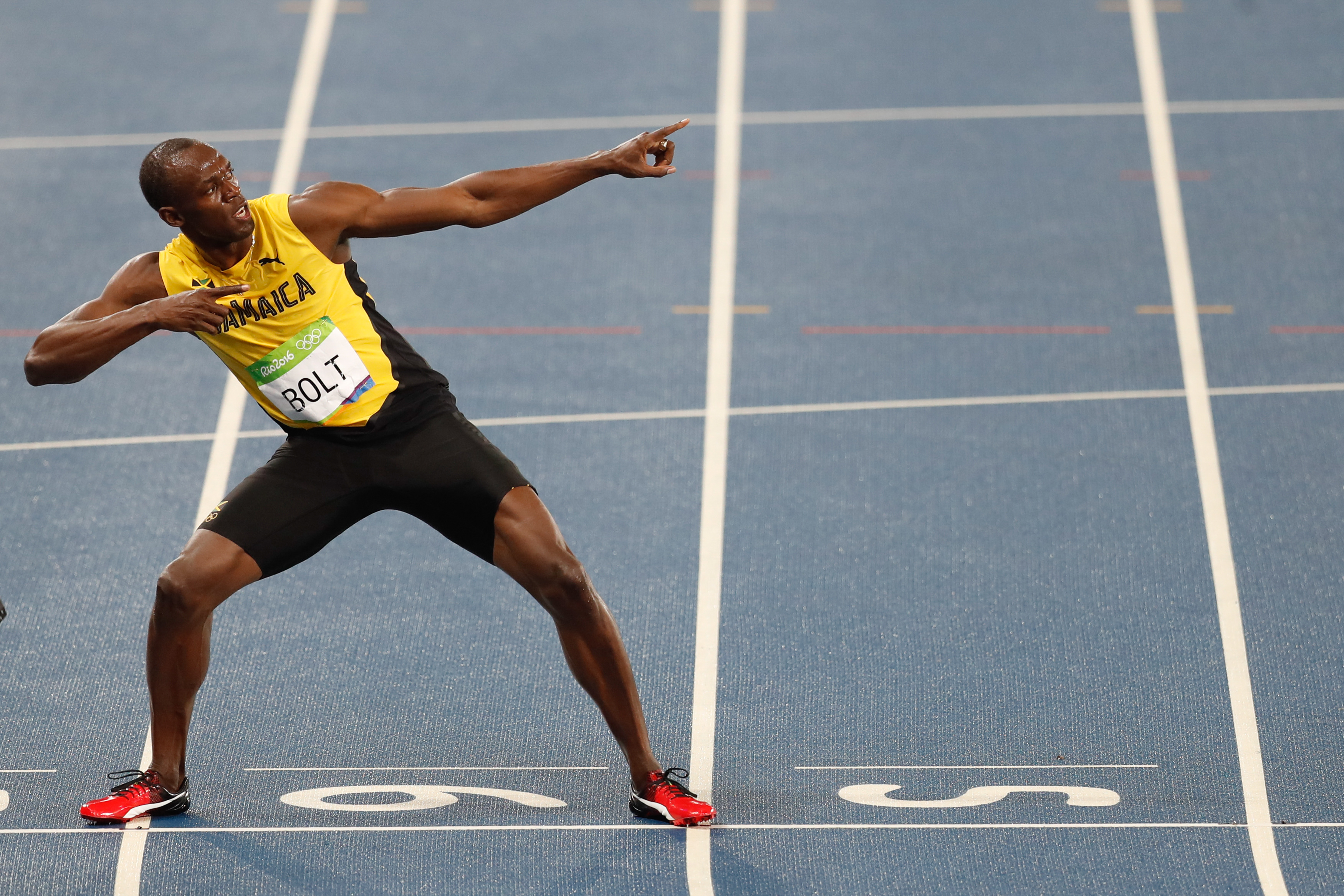
El atleta jamaicano Usain Bolt celebra con su característica pose la victoria en los 200 metros en Río de Janeiro de 2016.
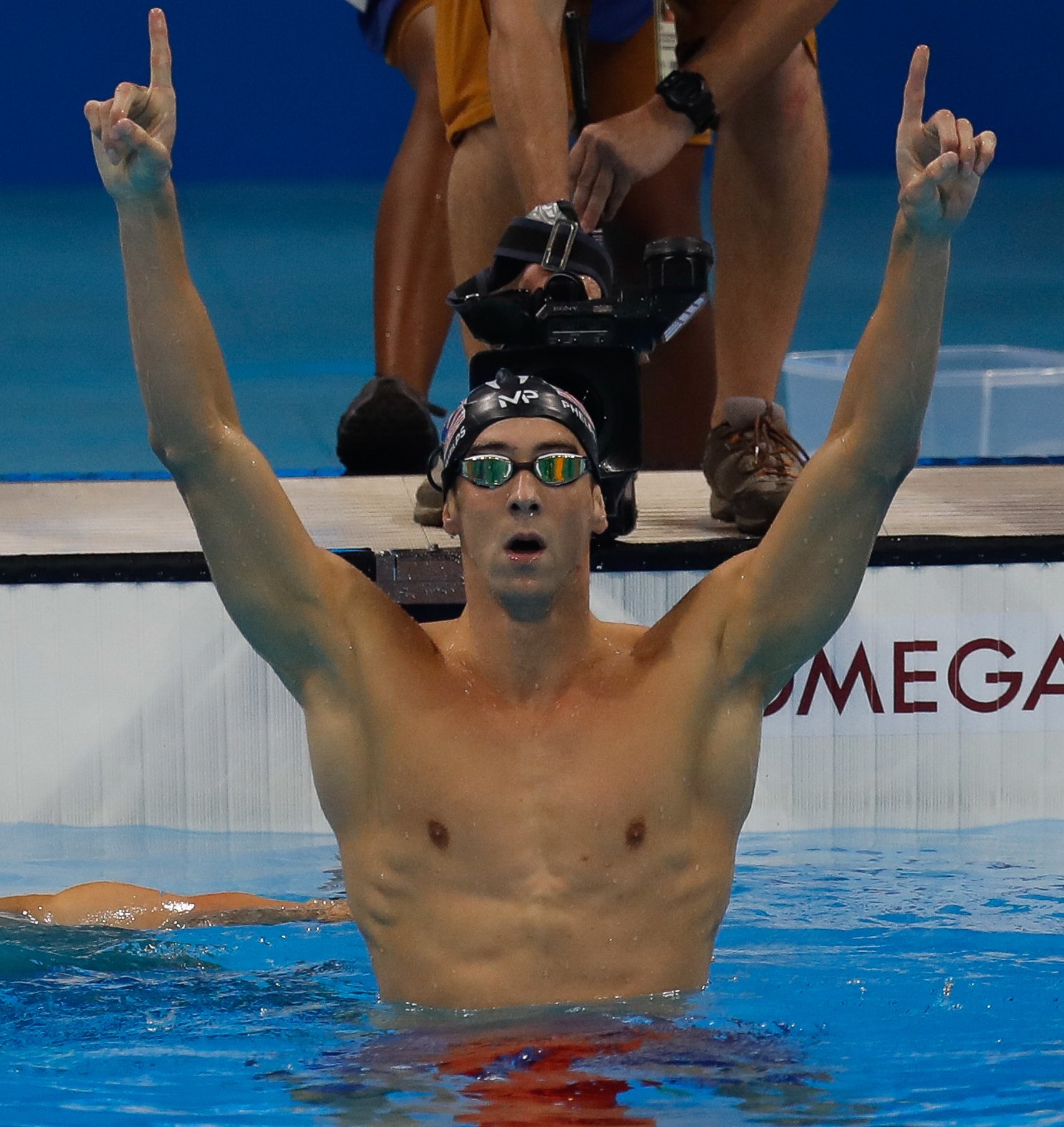
El nadador Michael Phelps alza los dedos índices en alto tras quedar primero en los 200 metros estilo mariposa en 2016.
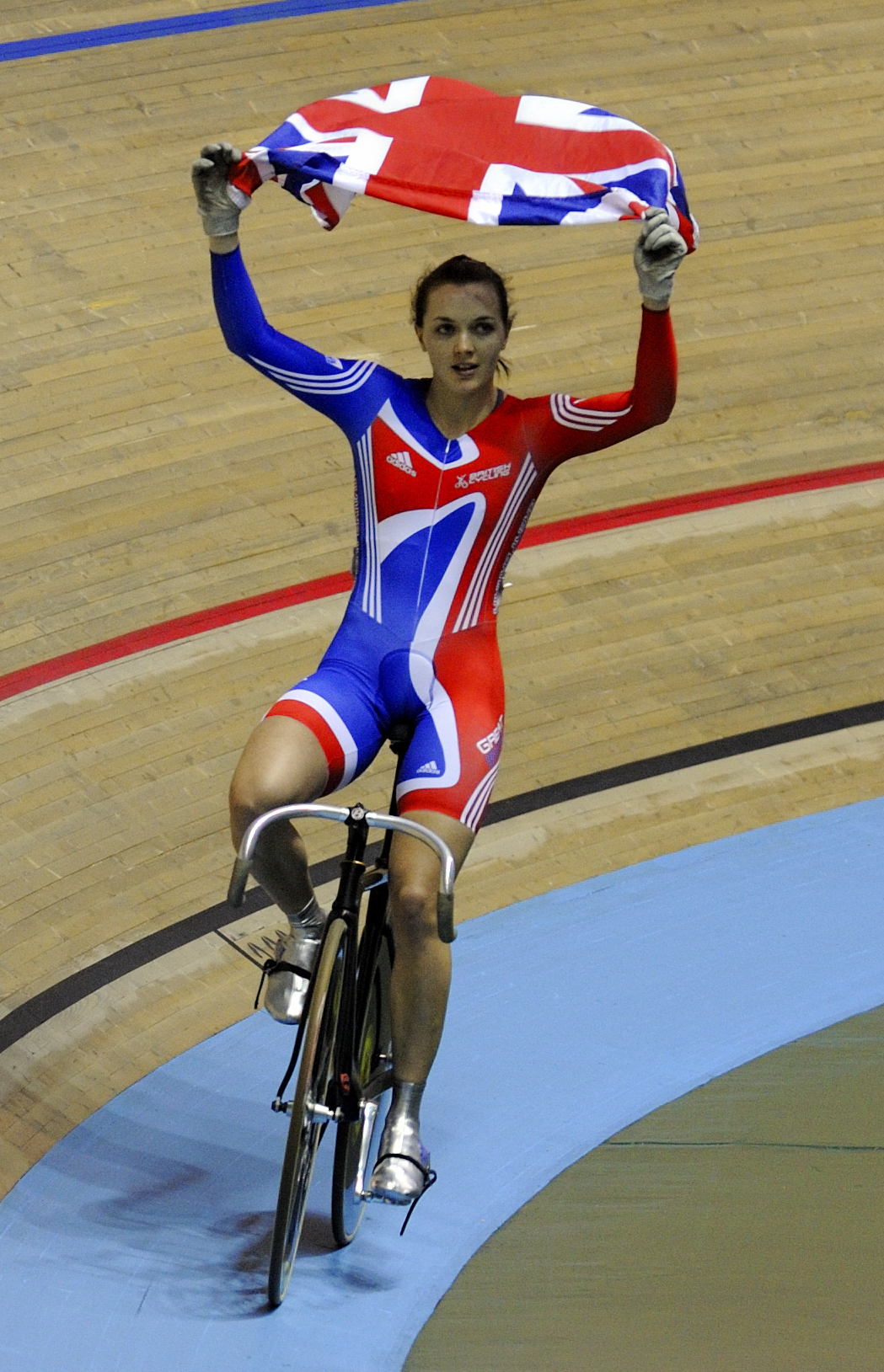
La ciclista Victoria Pendleton ondea la bandera británica en la final del Campeonato Mundial de Ciclismo en Pista de 2008.
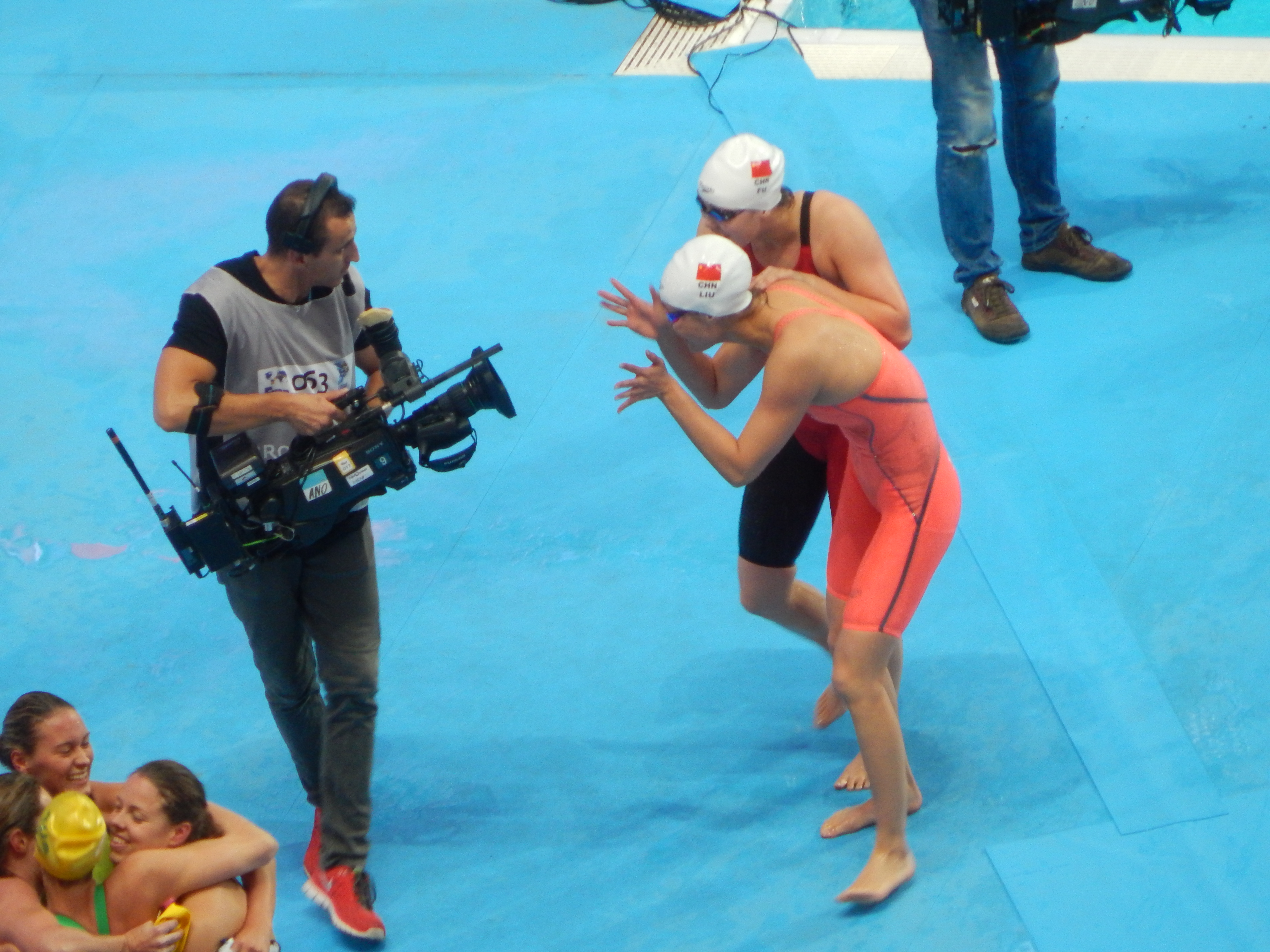
Las dos nadadoras chinas Fu Yuanhui y Liu Xiang celebran ante la cámara el triunfo en los 50 metros en Kazán 2015.
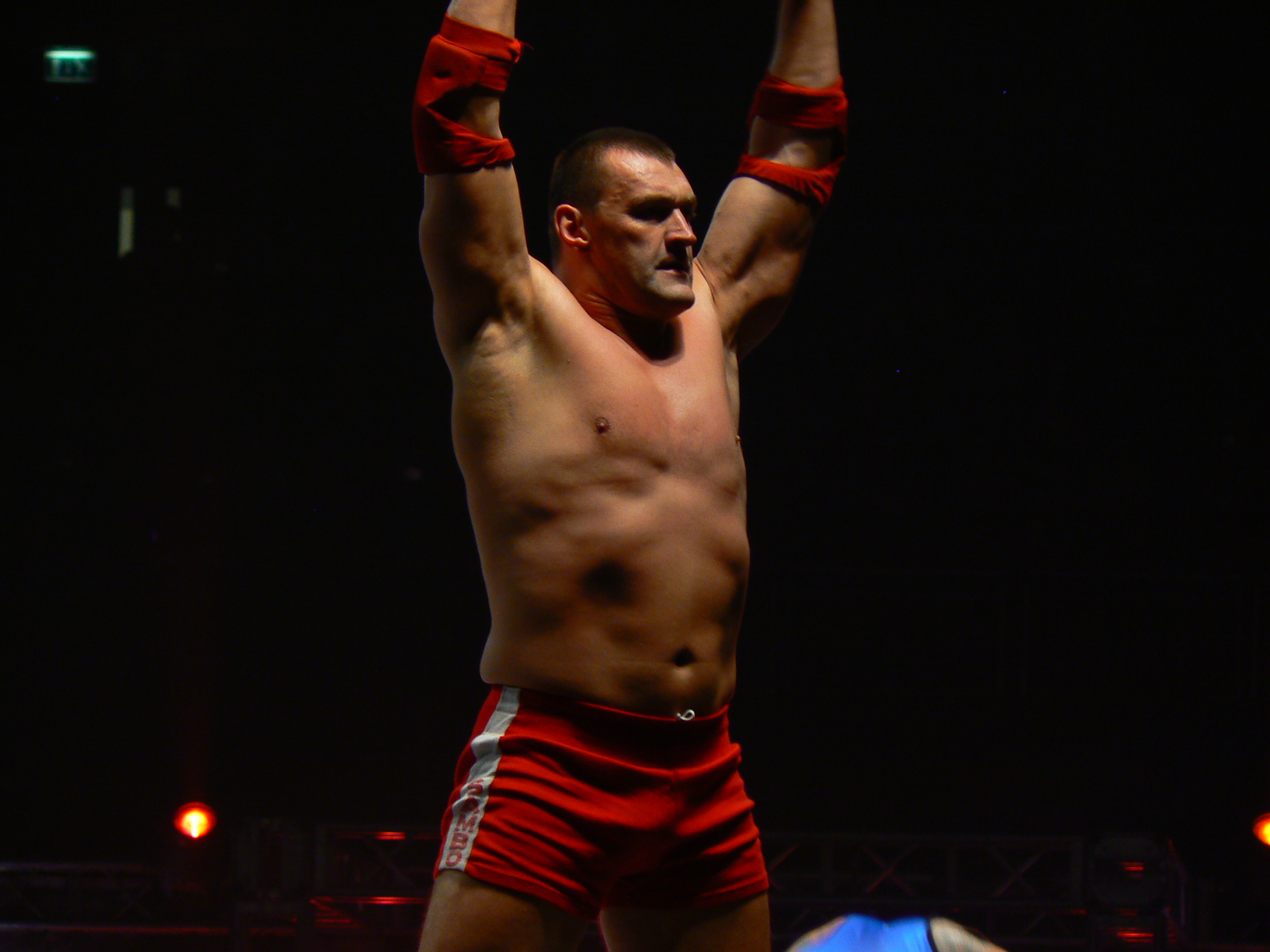
El boxeador Vladimir Kozlov celebra con los brazos en alto una victoria en el ring de boxeo.
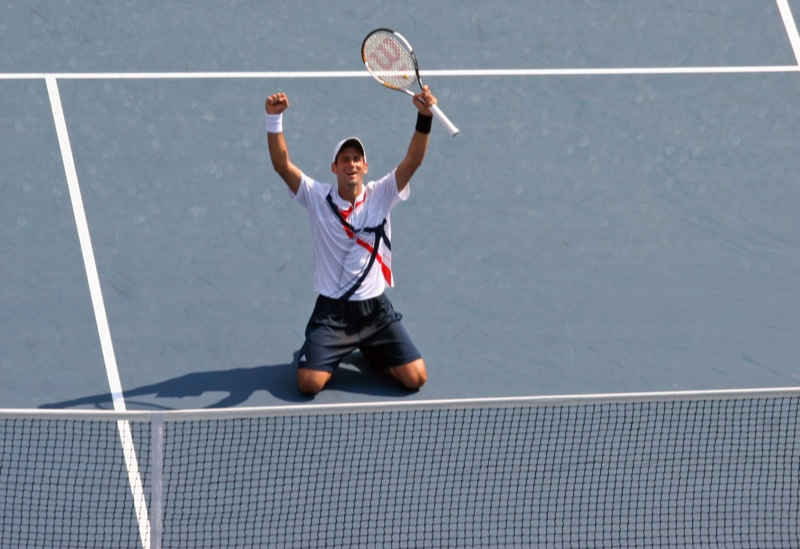
El tenista serbio Novak Djokovic celebra de rodillas su pase a la final del US Open 2007.
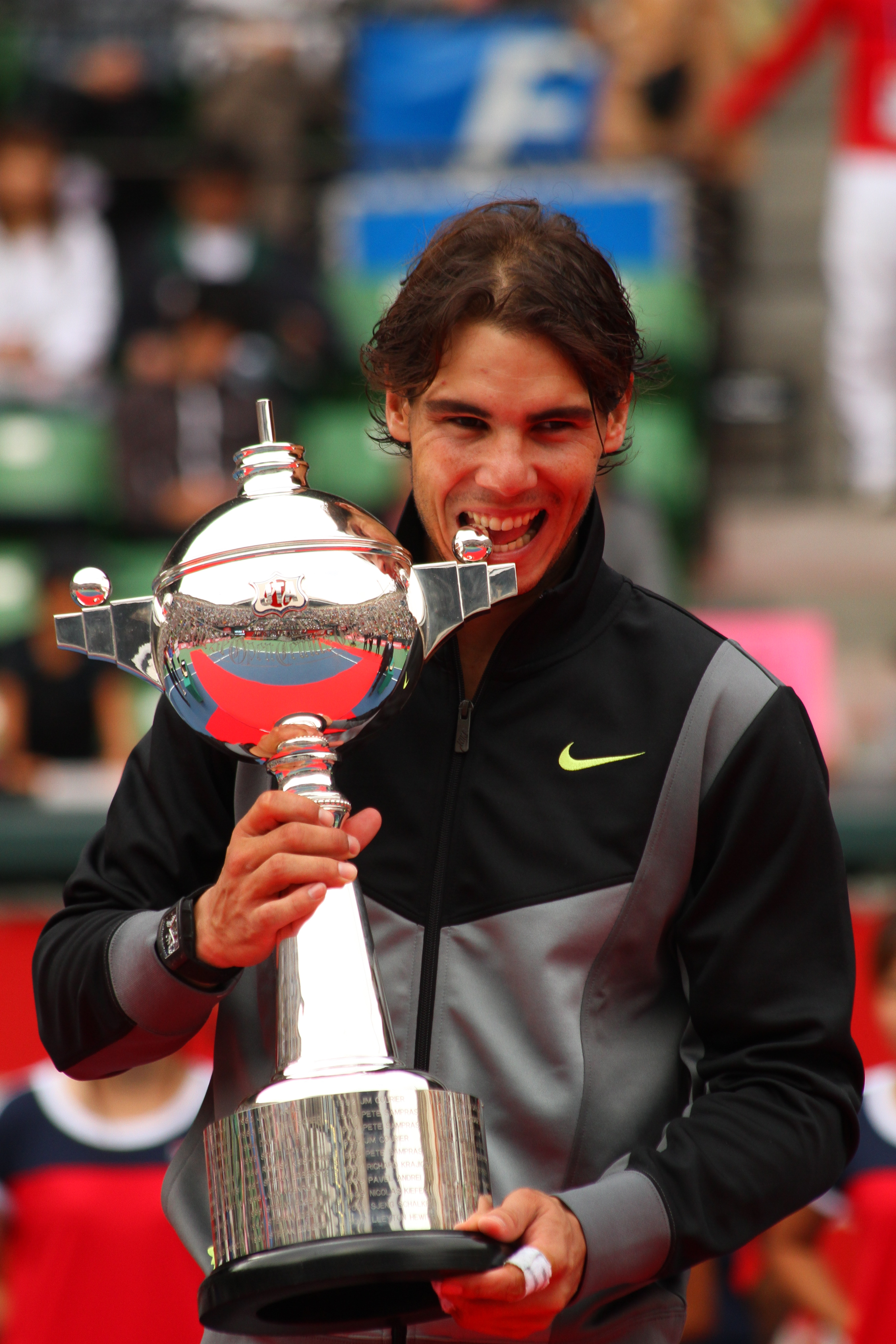
El tenista español Rafael Nadal mordiendo la copa del Torneo de Tokio de 2010.